# Ordre de bataille lors de la bataille de Krasny Bor
Ce qui suit est l'ordre de bataille des forces militaires en présence lors de la bataille de Krasny Bor, qui eut lieu du 10 au 13 février 1943 lors du siège de Léningrad pendant la Seconde Guerre mondiale.

## Forces soviétiques
55e Armée Soviétique
44 000 soldats sous le commandement du Général Vladimir Petrovitch Sviridov :
- 43e division de fusiliers
- 46e division de fusiliers
- 56e division de fusiliers
- 72e division de fusiliers (ru)
- 131e division de fusiliers (ru)
- 268e division de fusiliers (ru)
- 45e division de fusiliers de la Garde
- 63e division de fusiliers de la Garde
- 56e brigade de fusiliers
- 250e brigade de fusiliers
- 34e brigade de ski
- 35e brigade de ski
- 222e brigade de chars
- 31e régiment de chars
- 187 Batteries d'artillerie de tous calibres en formation d'artillerie indépendantes[réf. souhaitée]
- 2 Bataillons indépendants de mortier et de lance-roquettes[réf. souhaitée]
- 2 Bataillons antichars indépendants équipés de canons antichars de 76.2 mm[réf. souhaitée]

L'effort initial est fourni par les 43e, 45e et 63e divisions, soutenues par la 34e brigade de ski et le 31e régiment de chars, soit environ 33 000 hommes et 30 chars.

### Forces de l’Axe
50e corps d'armée sous les ordres du General der Kavallerie Phillip Kleffel
- Éléments de la 250e Division d'infanterie dite Division Azul sous les ordres du général Emilio Esteban Infantes - 4 500 soldats 
  - 250e Bataillon de réserve mobile
  - 262e Régiment d'infanterie (3 bataillons)
  - 250e Compagnie de Ski
  - 250e Bataillon de Reconnaissance
  - 1er Bataillon d'artillerie (3 batteries) - canons de 10.5 cm
  - Une batterie du 3e Bataillon d'artillerie - canons de 10.5 cm
  - Une batterie du 4e Bataillon d'artillerie - canons de 10.5 cm
  - 250e Bataillon Antichars avec des canons anti-chars de 37 mm Pak 36
  - Un groupe de sapeurs d'assaut Grupo de zapadores de asalto
  - Une compagnie indépendante de canons antichars de 75 mm Pak 40

- Eléments allemands divers de l'ordre de 1 400 soldats
  - SS Polizei Division
  - Groupe de combat de la 11e division d'infanterie
  - Groupe de combat de la 21e division d'infanterie
  - Groupe de combat de la 96e division d'infanterie
  - Groupe de combat de la 121e division d'infanterie
  - Groupe de combat de la 212e division d'infanterie
  - Groupe de combat de la 215e division d'infanterie
  - Groupe de combat de la 227e division d'infanterie
  - Légion de volontaires SS Flandern  (2 compagnies)
  - Légion de volontaires SS Lituania (2 compagnies)[2]